# جيف هاليبورتون
جيف هاليبورتون (بالإنجليزية: Jeff Halliburton)‏ مواليد 3 يوليو 1949 في روكفيل سنتر، هو لاعب كرة سلة أمريكي سابق. تم اختياره من قبل فريق أتلانتا هوكس خلال الدرافت. حمل الرقم 42. يبلغ طوله 6 قدم 5 بوصة (2.0 م). لعب مع أتلانتا هوكس وفيلادلفيا سفنتي سيكسرز.

## روابط خارجية
- جيف هاليبورتون على موقع إن بي أي (الإنجليزية)
- جيف هاليبورتون على موقع سبورتس رفرنس (الإنجليزية)
- جيف هاليبورتون على موقع كلية كرة السلة في سبورتس رفرنس.كوم (الإنجليزية)
- جيف هاليبورتون على موقع ريلجم (الإنجليزية)
- جيف هاليبورتون على موقع بروبوليرز (الإنجليزية)